# Dinattus heros
Dinattus heros là một loài nhện trong họ Salticidae.
Loài này thuộc chi Dinattus. Dinattus heros được Elizabeth Bangs Bryant miêu tả năm 1943.